# 曼彻斯特城足球俱乐部
曼徹斯特城足球俱樂部（英語：Manchester City Football Club），簡稱曼城（英語：Man City），是一家位於英國曼徹斯特的足球俱樂部，前身為成立於1880年的「圣马可的西戈顿」（英語：St. Mark's West Gorton），1887年改名為阿德维克足球俱乐部（英語：Ardwick Association Football Club），1894年改名為「曼徹斯特城」。同年，曼城正式採用天藍色作主場球衣顏色，這也是他們被稱為藍月亮的第一個賽季。目前於英格蘭超級聯賽比賽。球隊主场為阿提哈德球场（又被译作“伊蒂哈德球場”）。
1892年，曼城加入了英格蘭足球甲級聯賽。1904年，曼城奪得了隊史第一個主要錦標－英格蘭足總盃。1936-37球季，曼城第一次奪得英格蘭足球甲級聯賽冠軍，其後在1967-68球季第二次奪得英格蘭甲組聯賽冠軍。於1970年取得第一個歐洲賽事冠軍－歐洲盃賽冠軍盃。上世紀八、九零年代，曼城只是一支在英超與英甲之間浮沉的球隊，直到2002年曼城再次從英甲升上英超後才站穩英超席位。儘管如此，當時的曼城仍屬中游球隊，更曾在2003/04球季經歷連續14場不勝的困境，幾乎降班收場。
2007年7月6日，塔克辛以8160萬英鎊的價格，收購了英格蘭超級聯賽其中一支球隊－曼城，成為了曼城的老闆。
2008年，塔克辛因為他的政治困境導致他近十億英鎊的資產被凍結，曼城的財務狀況岌岌可危。同年9月，曼城被來自中東阿聯酋的財團收購，成爲球隊崛起的轉折點。新老闆大肆注資球隊，使曼城奪得2010/11球季足總杯冠軍，成為曼城近35年來首個錦標。自此，曼城開始躋身強隊之列。2011–12球季，曼城隊史首次奪得英格蘭超級聯賽冠軍，也是時隔44年再次奪得英格蘭頂級聯賽冠軍。2013–14球季，曼城再度奪得英超冠軍及聯賽盃冠軍成為「雙冠王」。2017–18年度球季，曼城以英超歷史上唯一一次100分積分，第三次奪得英超冠軍，同時打破了多項其他英超記錄。2018–19年度球季，以98分總積分，1分之差力壓利物浦成功衛冕英超冠軍，第四次奪得英超冠軍，並同時奪得英格蘭足總盃及英格蘭足球聯賽盃，成為英格蘭歷史上首隊本土「三冠王」。2020–21年度球季，曼城打破英格蘭足球歷史上最長連勝紀錄，球隊第五次奪得英超冠軍。2021–22年度球季，曼城以93分總績分，再次以1分之差力壓利物浦奪得球會第六次英超冠軍。於2022–23年度球季，曼城更連奪英格蘭超級聯賽、英格蘭足總盃及歐洲冠軍聯賽三項錦標，除了是隊史首度奪得歐冠冠軍之外，更成為英格蘭史上第二隊歐洲三冠王。2023-24年賽季，曼城再次衞冕英超聯賽冠軍，實現了史無前例的四連冠。

## 大事紀年

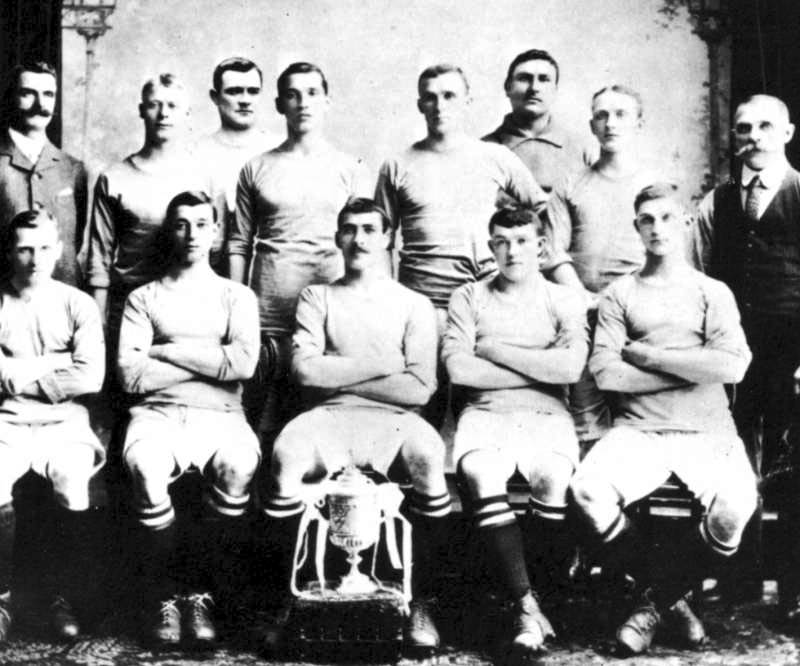
1904年的曼城

| 年 份  | 事 項 |
| ------ | --- |
| 1880年 | 圣马可的西戈顿組成足球隊，最終演變成曼城足球隊。 |
| 1887年 | 更名為阿德维克队(Ardwick AFC)並遷入凱德路球場(Hyde Road)。 |
| 1891年 | 決賽擊敗牛顿希斯(曼聯前身)首次奪得曼徹斯特杯及加入足球同盟(Alliance League)。 |
| 1892年 | 決賽擊敗再次奪得曼徹斯特杯。成為足球聯盟乙組聯賽的始創成員。 |
| 1894年 | 阿德维克重組成為曼城足球會。 |
| 1899年 | 奪得乙組聯賽冠軍成為首支獲得自動升級的球隊。 |
| 1902年 | 再奪乙組聯賽冠軍。 |
| 1904年 | 決賽1-0擊敗保頓首奪足總杯及獲得聯賽亞軍。 |
| 1905年 | 與阿士東維拉備受爭議的比賽導致廣泛調查球隊的財政，最終球隊主席、領隊、兩名董事及十七名球員被停賽及罰款。 |
| 1910年 | 3奪乙組聯賽冠軍。 |
| 1923年 | 緬因路球場揭幕。 |
| 1924年 | 49歲高齡的比利·梅瑞迪斯(Billy Meredith)在紐卡素作最後一次代表甲隊出賽。 |
| 1926年 | 沒有領隊帶領的曼城同一季內成為首支在溫布萊比賽(足總杯亞軍)的曼徹斯特球隊、曼徹斯特打比最大勝仗(6-1作客獲勝)及降級乙組。 |
| 1928年 | 4奪乙組聯賽冠軍。 |
| 1933年 | 足總杯決賽對愛華頓時首次穿著有編號球衣出賽，愛華頓球員編號1-11而曼城則由12-22，曼城門將利安納德·蘭福德穿著22號，曼城以0-3敗陣。 |
| 1937年 | 首次奪得甲組聯賽冠軍。 |
| 1938年 | 以衛冕冠軍身份降級乙組。 |
| 1947年 | 5奪乙組聯賽冠軍。 |
| 1955年 | 足總杯決賽對紐卡素1-3失敗而回。 |
| 1956年 | 足總杯決賽3-1擊敗伯明翰城第2次奪標。 |
| 1963年 | 再次降級乙組。 |
| 1965年 | 前英格蘭隊長祖·梅沙(Joe Mercer)就任領隊，馬琴·阿利遜(Malcolm Allison)成教練，展開重建曼城。 |
| 1966年 | 梅沙-阿利遜組合任教首年即以乙組冠軍升級。 |
| 1968年 | 紐卡素最後一日輸球使曼城再獲聯賽冠軍。曼徹斯特成為首個英格蘭城市有兩支球隊同時角逐歐洲冠軍杯(曼城以聯賽冠軍而曼聯以衛冕身份出戰)。 |
| 1969年 | 曼城以紅黑直條球衣出戰足總杯決賽，以1-0擊敗李斯特城在溫布萊奪標。 |
| 1970年 | 同年奪得及聯賽杯(加時2-1擊敗西布朗)兩項杯賽冠軍。 |
| 1974年 | 聯賽杯決賽1-2敗於狼隊屈居亞軍。 |
| 1976年 | 聯賽杯決賽2-1擊敗紐卡素第二次奪標。 |
| 1981年 | 晉身百週年足總決賽，重賽2-3負於。 |
| 1983年 | 降級乙組。 |
| 1985年 | 最後一日以5-1大勝獲得升級資格。 |
| 1987年 | 再一次降級乙組。 |
| 1989年 | 獲得升級資格。 |
| 1996年 | 從英超聯降級。 |
| 1998年 | 首次降級至第3級聯賽(乙組)。 |
| 1999年 | 通過升級附加賽升級。 |
| 2000年 | 連續第2年升級，重返英超聯。 |
| 2001年 | 升上英超聯1季後立即降回甲組聯賽。 |
| 2002年 | 再以甲組冠軍重返英超聯。 |
| 2003年 | 遷入曼徹斯特城市體育場。 |
| 2005年 | 前曼城球員繼承出任領隊。 |
| 2007年 | 任教兩年未能帶領球隊取得成績，在季後被辭退。正式接替成為新領隊，加上前泰國首相入主，為球會進行大改革重建。 |
| 2008年 | 及在季後離職，教練由接替教練一職，而一家阿拉伯投資公司阿布達比集團完成收購曼城。 |
| 2009年 | 在12月19日球隊以4:3擊敗桑德兰後一小時被辭退，由前國際米蘭教練接任。 |
| 2010年 | 英格蘭聯賽盃四強出局。作客大勝車路士4-2。曼城於主場0-1負熱刺，來屆參賽資格幻滅。 |
| 2011年 | 足總盃奪冠，35年來第一次奪得重要錦標。聯賽第3名，晉身小組賽。門將祖·赫特榮膺金手套獎，成為首位獲獎的曼城和英格蘭本土球員。特維斯以21球榮膺金靴獎，成為曼城首位獲獎者。 |
| 2012年 | 作客大勝曼聯6-1。在英格蘭超級足球聯賽2011/12球季第38輪賽事，3:2反勝擊敗作客的昆士柏流浪，19輪主埸賽事18勝1和，在英超奪標。門將祖·赫特榮膺金手套獎。 |
| 2013年 | 英超卫冕失敗，只得亞軍。足總杯決賽，0-1負於, 之後三天領隊被辭退，由智利教練接任。 |
| 2014年 | 曼市德比3比2擊敗曼聯，19輪主場賽事豪取17勝，第二次奪得英超冠軍。 |
| 2016年 | 曼城首次晉級四強。 |
| 2017年 | 打破英超历史上最长的连胜纪录（18场） |
| 2018年 | 曼城奪得英超冠军，同时打破英超历史上的多个记录。同年夺得联赛杯冠军成为双冠王 |
| 2019年 | 曼城以98分總積分，1分之差力壓利物浦成功衛冕英超冠軍，第四次奪得英超冠軍，並於英格蘭足總盃以6:0擊敗屈福特及於英格蘭足球聯賽盃互射十二碼以4-3擊敗車路士，成為英超蘭歷史上首隊本土「三冠王」。 |
| 2020年 | 曼城衛冕英超失敗，同年以2-1擎敗阿士東维拉，連續三年奪得英格蘭足球聯賽盃冠軍。 |
| 2021年 | 曼城再次奪得英超冠军，同年夺得联赛杯冠军成为双冠王，亦是連續四屆取得聯賽盃冠軍；首次晉身歐冠決賽，但以0-1不敵車路士屈居亞軍。 |
| 2022年 | 曼城以總積分93分，繼2019年後再次以1分之差力壓利物浦第六次奪得英超冠軍。 |
| 2023年 | 在爭冠對手阿仙奴失分之後，宣布曼城繼上季之後再度衛冕聯賽冠軍，成為英格蘭頂級聯賽歷史上第4支球隊、新制英超史上第2支做到「三連霸」佳績，亦是球會近11年7度奪得英超冠軍，並被媒體稱英超已進入“曼城王朝”年代。同年奪得英格蘭足總盃以及歐冠冠軍，成為英格蘭第二支歐洲三冠王球隊，曼徹斯特也是成為首座有兩支球隊擁有三冠王霸業的城市。之後連續加冕歐洲超級盃冠軍及世俱盃冠軍，成為本年度五冠王。 |
| 2024年 | 曼城以總分91分，以2分之差壓過阿仙奴成功四度衛冕英超冠軍。曼城成為英超史上首隊四連冠。 |
| 2025年 | 英格蘭足總盃決賽0-1負水晶宮連續兩屆屈居亞軍。 |

## 球會歷史

### 成立初期到1990年代末
1899年，曼城贏得了乙級聯賽，從而獲得了他們的第一個榮譽；隨之而來的是晉升到英格蘭足球的最高級別——甲級聯賽。1904年4月23日，他們在水晶宮以 1-0 擊敗博爾頓，贏得了足總杯，這是他們的第一個重要榮譽；藍軍在聯賽中獲得亞軍後，在該賽季以微弱優勢錯失聯賽和杯賽雙冠王，但他們仍然成為曼徹斯特第一支贏得重大榮譽的俱樂部。在足總杯勝利後的幾個賽季中，俱樂部受到財務違規指控的困擾，最終在1906年停賽了17名球員，其中包括隊長比利·梅雷迪思，他隨後搬到了曼徹斯特聯隊。1920年，海德路的一場火災摧毀了主看台，1923年，球會搬到了緬因路球場。
1930年代，曼城連續兩屆進入足總杯決賽，1933年輸給艾佛頓，然後在1934年擊敗朴茨茅斯奪得足總杯冠軍。在1934年的比賽中，俱樂部打破了英國足球歷史上主場上座率最高的俱樂部記錄，84,569 名球迷聚集在緬因路球場觀看足總杯第六輪對陣斯托克城的比賽，這一紀錄一直保持到2016年。該球會於1937年首次贏得甲級聯賽冠軍，但在接下來的賽季儘管進球數超過該級別的任何其他球隊，但還是降級。二十年後，一支受“雷維計劃”戰術體系啟發的曼城隊於1955年和1956年連續進入足總杯決賽；就像20世紀30年代一樣，他們在第一場比賽中輸給了紐卡索聯，並贏得了第二場比賽。1956年的決賽中，藍軍以 3-1 擊敗伯明翰城，曼城門將伯特·特勞特曼 (Bert Trautmann) 在不知情的情況下弄傷了脖子仍繼續比賽。
1963年降級至乙級聯賽后，未來前景黯淡，1965年1月對陣斯溫頓鎮的比賽中，主場上座率創歷史新低，為8,015人。1965年夏天，喬·默瑟(Joe Mercer) 和馬爾科姆·艾利森(Malcolm Allison) 的管理團隊上任。在默瑟的第一個賽季，曼城贏得了乙級聯賽冠軍，並簽下了邁克·薩默比和科林·貝爾等重要球員。兩個賽季後，即 1967-68 年，曼城第二次奪得聯賽冠軍，並在賽季最後一天以 4-3 戰勝紐卡索聯，擊敗近鄰曼聯，奪得冠軍。更多獎杯接踵而至：曼城於1969年贏得足總杯，一年後在1970年決賽中以 2-1擊敗戈爾尼克·扎布熱，奪得歐洲優勝者杯冠軍。截至2022年，這是俱樂部唯一的歐洲榮譽。曼城還贏得了當年的聯賽杯冠軍，成為第二支在同一賽季贏得歐洲獎杯和國內獎杯的英格蘭球隊。
1970年代，俱樂部繼續挑戰榮譽，兩次落後聯賽冠軍一分，並進入了1974年聯賽盃決賽。當年曼城支持者最深刻的一場比賽是1973-74賽季對陣同巿死敵曼聯的最後一場比賽，曼聯需要獲勝才能有避免降級的希望。前曼聯球員丹尼斯·勞後腳入球使曼城在奧脫福球場以1-0獲勝，並確認了對手的降級。俱樂部20世紀最成功時期的最後一個獎盃是在1976年贏得的，當時紐卡索聯在聯賽盃決賽中以2比1被擊敗。
在1960年代和1970年代的成功之後，曼城經歷了一段長時間的低潮時期。馬爾科姆·阿利森於1979年第二次重返球會擔任主教練，但在幾個不成功的簽約上浪費了大量資金，例如史蒂夫·戴利。隨後又不斷轉換領隊，僅80年代就有七位領隊。在約翰·邦德 (John Bond) 的帶領下，曼城闖入了 1981 年足總杯決賽，但在重賽中輸給了托定咸熱刺。曼城在1980年代兩次從頂級聯賽降級（1983年和1987年），但在1989年再次重返頂級聯賽，並在彼得·里德的管理下於1991年和1992年獲得第五名。然而，這只是暫時的喘息，隨著里德的離開，曼城的命運繼續衰退。曼城在1992年英超聯賽成立時是其聯合創始人，但在第一個賽季獲得第九名後，他們經歷了三年的掙扎，然後於1996年降級。在甲級聯賽中度過了兩個賽季後，曼城迎來了球會歷史最低點，曼城跌入了第三級聯賽，成為歷史上第二支降入三級聯賽的歐洲冠軍獎杯獲得者。

### 1998年至2008年：崛起之前
新任主席大衛·伯恩斯坦上任，並引入了更嚴格的財政紀律。在主帥喬·羅伊爾的帶領下，曼城首次晉級，並在乙級附加賽決賽對陣吉林漢姆的比賽中以戲劇性的方式晉級。曼城連續第二次晉級，重返頂級聯賽，但事實證明，這對於正在復甦的俱樂部來說太過分了，2001年，曼城再次降級。奇雲·基瑾在賽季結束後接替羅伊爾 (Royle) 出任主教練，並立即重返頂級聯賽，幫助俱樂部贏得2001-02甲級聯賽冠軍，打破了俱樂部單賽季得分和進球數記錄。2002-03賽季是曼城在緬因路球場比賽的最後一個賽季，其中包括以3-1擊敗對手曼聯，結束了13年沒有打吡勝利的記錄。此外，曼城通過歐足聯公平競賽排名，25年來首次獲得參加歐洲賽事的資格。在2003-04賽季結束時，俱樂部搬遷至新的曼徹斯特城市體育場。在球場的前四個賽季均取得了中游成績。 前英格蘭隊主教練，於2007年被任命為俱樂部第一位外籍主帥。在經歷了一個光明的開局後，他的表現在賽季後半段逐漸衰退，於2008年6月2日被解僱；兩天后他被取代。

### 2007-2009賽季：泰國首相收購球會
2007年7月6日，前泰國首相塔信·欽那瓦以8,160萬英鎊收購了曼城，成為球會的新老闆。自塔信·欽那瓦入主後，曼城便大量注資於收購球員上，分別致羅、保積洛夫、等球星，同時亦賣走了多名球員，為球會進行了大改革重建。雖然曼城在該季的上半季成績甚佳，但到了下半季卻只得超聯第9位，僅憑公平競技獎獲得歐洲足協盃一席位。而艾歷臣亦被辭退，由前布萊克本流浪者主帥繼任。
然而，塔信·欽那瓦一直受到政治迫害，並需一度流亡海外，最終於2008年8月辭退了球會班主一職。雖然如此，曼城並未受到財政問題影響，因為在塔信·欽那瓦離任後緊接下來，一家阿拉伯投資公司阿布扎比集團隨即收購了曼城，令球會擁有更龐大資金。曼城亦在該投資公司加盟後首天，亦即成轉會期最後一天成功搶截，羅致得的加盟，這次轉會費高達3,250萬鎊，更是打破了英格蘭的轉會費紀錄；另外，曼城也從簽得及回巢的，還有年青巴西前鋒等球星，繼續招兵買馬來強化球隊。但到了08-09年球季，球隊成績似乎與聯賽排名不相乎，曼城最終只以令第10名完成球季，球迷更開始懷疑領隊休斯的領軍能力。

### 2009-2010賽季：曉士季中被解雇 文仙尼時代開始
2009年至2010年球季是曼城在英超的第8個球季，有大財團注資的曼城在轉會市場重開後繼續其大肆收購，用了超過一億英鎊分別買入維拉隊長巴利及門將，布莱克本前鋒，埃弗顿後防，自由身的，同市宿敵曼聯的特维斯和阿森纳的阿德巴约以及高路·托尼。新球季成績亦比季前預期好，開季4戰全勝，在第一場賽事，曼城輕鬆以2-0作客勝布莱克本，更在季中的友誼賽擊敗應屆歐聯冠軍巴塞隆拿1-0，領隊曉士挽回不少球迷的信心。英超第二場賽事，曼城憑艾迪巴約繼第一週後再取得入球，1-0小勝升班馬狼隊。其後更在聯賽杯第三圈作客輕取水晶宮2-0，當中新加盟的迪維斯射入穿起曼城球衣的第一球，其中大勝阿仙奴一役更被喻為有能力向英超「四大豪門」挑戰聯賽冠軍。
可是球隊在打吡戰敗給曼聯3-4後的8場比賽只錄得一勝，更平了南安普顿於1994-95年球季創下的7連和記錄，的帥位岌岌可危。2009年12月16日，球隊作客白鹿徑大敗0-3，成為曉士被解僱的導火線。
最終曼城在2009年12月19日主場險勝新特蘭4-3後兩小時正式辭退領隊曉士，並委任前國際米蘭領隊文仙尼接替其職位，而曉士便成為今屆英超第二位遭解僱的領隊。在文仙尼接掌球隊後的第一場比賽，曼城順利以2-0擊敗史篤城，取得三連勝。其後更在英格蘭聯賽盃四強有優異的演出，首回合主場擊敗曼聯2-1，可惜次回合作客奧脫福倒輸1-3出局，但當中倒戈相向的迪維斯包辦曼城全部三個入球，狀態達到頂峰。但其後曼城先後兩度敗走愛華頓，更作客1-2輸給下游球隊侯城。經文仙尼調整後，球隊重回勝軌，先作客史丹福大勝車路士4-2，其後更締造出今屆最大勝仗，以6-1狂數般尼。加上另一場亦主場擊敗伯明翰5-1，曼城以兩場入11球的近況本季第4度挑戰曼聯，可惜在補時最後10秒被史高斯頭鎚頂入全失3分，亦將聯賽第4位置拱手讓人給尾場2-1贏車路士的熱刺。2010年5月5日，曼城與聯賽第四爭奪者熱刺正面交鋒，可惜最終於主場0-1見負，爭奪來屆歐聯參賽資格正式幻滅。

### 2010-2011賽季：奪取足總盃冠軍及打破多年無冠
曼城在2010年至2011年球季繼續大肆收購，分別买入巴塞隆拿的科特迪瓦後腰亞亞·圖雷，巴伦西亚的西班牙小天王大衛·席爾瓦，拉齊奧的塞尔维亚左後衛亞歷山大·科拉羅夫，国际米兰的意大利天才巴洛特利，阿斯顿维拉的英格蘭中场詹姆斯·米爾納以及沃尔夫斯堡的2008－09赛季德國甲組聯賽神射手哲科。
10-11賽季是曼城在英超其中一個標誌性的賽季，在英超以71分得第三，更拿到足總杯冠軍，打破35年無冠，同時也是一個破紀錄的賽季。
- 71分的英超聯賽積分打破了隊史紀錄；
- 僅失33球的防守數據與切爾西並列聯盟第一；
- 拿到全部57分主場積分中的43分創造隊史最佳英超主場戰績；
- 38輪比賽取得21場勝利創造球隊在英超的最高勝率；
- 34年來首次躋身頂級聯賽三甲之列(與第二名切爾西同分，僅以淨胜球劣勢屈居第三)；
- 35年來首次拿到冠軍獎杯(英格蘭足總盃冠軍)；
- 42年來首次拿到歐冠入場券；
- 曼奇尼接手球隊執教86場比賽取得48場胜利，勝率高達55.8%，成為球隊歷史上勝率第二高的主教練；
- 曼城各項賽事最近16個主場贏下15場，並且五個月內在主場保持不敗；
- ·各項賽事29次零封對手，打破了尼基-韋弗保持的單賽季各項賽事26場比賽不失球的球隊紀錄，同時以聯賽18次零封對手的成績榮膺金手套獎，成為該獎項設立以來首位獲獎的曼城球員和英格蘭本土球員；
- 特維斯以21個聯賽進球與當時效力同市宿敵曼聯的貝爾巴托夫分享英超最佳射手的殊榮，從而成為曼城隊史首位英超金靴獎獲得者。

### 2011-2012賽季：奪得隊史第一個英超冠軍
2011-12賽季，曼城繼續保持強勁表現，季初狀態出色，其中包括在白鹿徑球場5-1戰勝托特納姆熱刺隊，以及在奧脫福球場6-1擊敗曼聯。儘管賽季過半，曼城的強勢狀態有所減弱，在還剩六場比賽的情況下，曼城一度落後曼聯八分，但曼聯的低迷讓曼聯在還剩兩場比賽時扳平了比分，為球隊奠定了基礎。
2012年5月13日，賽季最後一天，曼城和曼聯同分86分，但曼城淨胜球多8球。曼城對陣女王公園巡遊者，曼聯對陣桑德蘭。90分鐘比賽還剩5分鐘，女王公園巡遊者隊以10人2比1領先（祖爾·巴頓因暴力行為被裁判邁克·迪恩罰下場），大多數曼城球迷失去了希望，因當時曼聯以一球領先桑德蘭。曼城第90+2分鐘獲得角球。大衛·席爾瓦挺身而出，主罰關鍵的角球，91分15秒，艾甸·迪斯高接應角球頭搥破門扳平比分。兩分鐘過去了，沒有任何重要的進球嘗試，就在補時最後一分鐘之前，嘗試與馬里奧·巴洛特利進行二過一。 再次拿回球後，阿古路越過衝上來的塔伊·塔伊沃，皮球於比賽第93分鐘20秒被射入球網，最終，曼城贏得了這場比賽的勝利，亦奪得了本屆的英格蘭超級聯賽冠軍。

### 2012-2013賽季：足總盃決賽失利及文仙尼時代終結
接下來的賽季，曼城未能利用文仙尼統治的前兩個完整賽季所取得的成果。雖然球隊站穩第二名，但他們整個賽季幾乎沒有對冠軍構成挑戰。在欧冠比賽中，俱樂部連續第二個賽季在小組賽中被淘汰，而在三個賽季中第二次進入足總杯決賽，決賽中以0:1敗給韋根兩天後，主領隊文仙尼被解僱，表面上是因為他未能達到本賽季的目標，但BBC體育編輯大衛·邦德報導說，他因與球員和高管的溝通和關係不佳而被解僱。隨後，智利人曼努埃尔·佩莱格里尼被任命為曼城新任主帥。

### 2013-2014賽季：智利人上任 柏歷堅尼時代開始
曼城成為英超歷史上最快在所有比賽中打入 100 個競技進球的俱樂部，也是第一家在一月底之前完成這一壯舉的俱樂部。他們在所有比賽中打進了 156個進球，打破了曼聯在1956-57年創下的143個進球的紀錄。2014年5月7日，曼城以 4-0 戰勝阿斯頓維拉，打入本賽季英超第100個進球。這是自1957年以來藍軍首次在英格蘭頂級聯賽單賽季進球數超過100球。
最終聯賽進球數為 102 個，是當時英超賽季第二高的進球數，距離切爾西2009-10賽季的紀錄還差一球。這也是英超第一個賽季，一支球隊中三名個人球員的進球數均超過 15 個進球，曼城完成了亞亞·圖雷、沙治奧·阿古路和艾甸·迪斯高的壯舉。[7]
欧冠方面曼城隊史首次晉級歐洲冠軍聯賽16強。其後，曼城以總比分4-1被巴塞羅那擊敗。2014年3月2日，曼城還奪得了曼努埃爾·佩萊格里尼時代的第一個獎杯，當時他們舉起了足球聯賽杯。這是球會自1976年以來首次在這項賽事中獲勝。
2014年5月11日，曼城以2-0戰勝西漢姆，在三個賽季中第二次贏得英超聯賽冠軍。[12] 這是曼城自1969-70年贏得聯賽杯和優勝者杯以來首次在一個賽季中贏得兩座獎杯。

### 2014-2015賽季
2014-15賽季，儘管聯賽初期表現不佳，曼城還是在14年末追上車路士，以相同的戰績並列英超第一。然而，曼城連續四次客場失利，使得車路士成為奪冠熱門，而巴塞隆拿則再次將曼城淘汰出欧冠。聯賽杯和足總杯的提前出局，以及英超積分榜跌至第四位，導致一些球員的投入和曼努埃尔·佩莱格里尼的戰術受到批評，儘管曼城最終以六場勝利結束了賽季，獲得了第二名，獲得2015-16賽季歐聯資格。

### 2015-2016賽季：奪得聯賽盃冠軍 柏歷堅尼時代終結
2015年8月29日，球隊在贏得前四場英超比賽后，創造了俱樂部聯賽十連勝的新紀錄，打破了保持了103年的紀錄。
隨後球隊的狀態有所下滑，曼城最終排名第四，落後于冠軍李斯特城、阿仙奴和托定咸熱刺。在欧冠比賽中，曼城表現出色，但在半決賽中以 1-0 的總比分輸給了當屆冠軍皇家馬德里。兩隊在阿提哈德球场0-0戰平，隨後曼城在班拿貝球場以0-1落敗。
2016年2月28日，曼城打進了聯賽杯決賽，在法定時間和加時賽都賽和的結果下，十二碼大戰擊敗利物浦，卡巴萊羅化成「英雄卡」，連化解三個利物浦的十二碼贏得了聯賽杯冠軍，在主教練柏歷堅尼的帶領下獲得了他們的第三座獎杯。
儘管如此，佩萊格里尼在合同到期後離開了曼城，並聘請了前巴塞羅那和拜仁慕尼黑主教練

### 2016-2017賽季：前巴塞傳奇領隊上任 哥迪奧拿時代開始
瓜迪奧拉擔任主教練的首個賽季，曼城賽季表現高開低走。開局曼城各項賽事保持連勝，包括在老特拉福德球場力克曼聯。但隨後球隊先在歐冠客場與凱爾特人戰平，又在聯賽負於托特納姆熱刺，各項賽事的連勝與不敗先後終結。
在負於熱刺後，球隊聯賽連續不勝，加上切爾西開啓連勝，最終曼城在第11輪丟掉榜首。球隊在聯賽中強強對話的疲軟導致了成績的不穩定，例如兩度負於最終的冠軍切爾西、客場分別負於利物浦與埃弗頓。在賽季末的四連勝及8輪不敗後，球隊最終以第三名完成賽季，勉強獲得了下賽季歐洲冠軍聯賽參賽資格。
在其他各項賽事中，曼城在聯賽杯第四輪輸給同城對手曼聯，在足總杯半決賽加時賽不敵阿森納，在歐洲冠軍聯賽16強主場5-3摩納哥的情況下，客場1-3告負，最終總比分6-6，以客場進球劣勢無緣8強。最終各項賽事均無緣冠軍。

### 2017-2018賽季：破英超紀錄100分奪得英超冠軍及英格蘭聯賽盃冠軍
11月1日，塞爾吉奧·阿奎羅在欧冠客場4-2戰勝那不勒斯的比賽中打進了他在曼城的第178粒進球，成為俱樂部歷史上的最佳射手，超越了埃里克·布魯克之前創下的最高進球數。
2月25日，曼城在溫布利球場以3-0擊敗阿森納，贏得了瓜迪奧拉時代的首個獎杯，贏得了2017-18賽季英格蘭聯賽杯冠軍。
4月15日，曼聯主場0-1輸給西布朗後，曼城確認成為英超冠軍。這是俱樂部的第三個英超聯賽冠軍和第五個英格蘭頂級聯賽冠軍，也是俱樂部四年內第二次獲得聯賽和聯賽杯雙冠王。
球隊在賽季中創造了多項英超紀錄，包括：最多積分（100）、最多客場積分（50）、最多積分領先第二名（19）、最多勝利（32）、最多客場胜利（16）、 最多進球（106）、最佳淨胜球（+79）和最多連勝（18）。球隊還追平了英超聯賽最早奪冠的紀錄（還剩 5 場比賽），整個賽季擊敗了聯賽中的所有其他球隊，並創下了最多客場連勝紀錄（11場）。由於曼城創造了英格蘭頂級聯賽單賽季最高得分記錄（100分），球隊獲得了“百夫長”的綽號，並被專家和足球記者譽為英超賽中最偉大的球隊之一。
2017-18賽季藍月亮在國內無疑取得成功，但他們在歐冠賽程卻相當平淡，打到八強時被同為來自英超球隊利物浦以總比分5-1雙殺淘汰出局。

### 2018-2019賽季：英格蘭歷史上首隊本土三冠王
挾著聯賽衛冕軍氣勢，曼城拉出好的開頭，一度與切爾西、利物浦並列不敗。賽季尾聲更強拉14連勝的尾盤，於最後9輪更和利物浦頻頻互換位置。第38輪比賽（10場同時開踢），曼城作客布萊頓，雖然利物浦主場對狼隊傳來捷報，自己的大門更率先失守，藍月亮不到1分鐘就迅速追平，上半場逆轉比數，下半場再追加2球鎖定勝局。最終以98分總積分，1分之差力壓利物浦，第4次奪得英超冠軍，同時也是隊史首次衛冕成功。加上英格蘭足總盃以6:0擊敗屈福特，英格蘭足球聯賽盃互射12碼以4-3擊敗車路士，藍月亮成為英格蘭歷史上首隊本土「三冠王」。
不過相當可惜，曼城最夢寐以求的歐冠，還是緣慳一面。曼城本屆歐冠被分在F組，以4勝1和1敗拿下分組第1；16強賽以總比數10-2主客雙殺史浩克04；八強曼城面對熱刺，首回合作客以0-1落後，次回合雙方入球梅花間竹，曼城在比賽被段連失兩球一度落後1-2，但接著連入三球以4-2反先，但最後被熱刺追至4-3，總比數雙方4-4平手，但因曼城首回合作客沒有入球而熱刺卻在客場攻入三球，曼城須多入一球才能晉級。當比賽進入傷停補時第94分鐘，發生了戲劇性的狀況：史達寧為曼城攻入本場第5球和個人第3球，看來曼城能以總比數5-4絕殺熱刺，但視象助理裁判判定傳球給史達寧的沙治奧·阿古路越位在先，所以入球無效，令陷入絕殺狂熱氛圍的曼城主場球迷身上潑下一桶冷水。最終總比數為4-4，熱刺以作客入球優惠淘汰曼城。

### 2019-2020賽季：無緣英超三連霸，歐冠連續三年八強出局
2019年7月20日，英超亞洲盃決賽曼城於點球大戰2-4不敵狼隊，不過在8月4日的社區盾，以十二碼大戰5-4擊敗利物浦。
本屆英超聯賽，上屆僅以一分之差屈居亞軍的利物浦，首循環十九場聯賽取得18勝1和的佳績。反而曼城開季就有點阻滯，第二場聯賽就在主場被熱刺迫和，之後更爆冷敗給新升班的諾域治，以及中游球隊狼隊。當曼城在首循環聯賽先後敗給利物浦和同市宿敵曼聯後，不僅分數上被榜首利物浦越拉越開，更一度被李斯特城擠到第3名。曼城在2020年2月返回聯賽榜次席，但已被利物浦拋離超過20分，爭標機會渺茫。至英超第31輪，曼城作客以1-2不敵車路士，在剩餘七輪比場但落後利物浦23分的情況下，曼城3連霸的美夢提前七輪破碎。曼城在次循環聯賽以4-0大破已奪標的利物浦，挽回球會面子，最終曼城本屆取得聯賽亞軍。
英格蘭聯賽盃方面，曼城自第2輪出發，並於16強解決修咸頓，8強遇上牛津聯。4強兩回合以3：2擊敗曼聯晉級決賽，2020年3月1日曼城以2-1擊敗阿士東維拉奪冠，達成英格蘭聯賽盃三連霸。
英格蘭足總盃方面，曼城一直面對低級別對手，順利過關晉級半準決賽，再淘汰紐卡素晉級準決賽，對手是在聯賽主客兩仗曼城都以3-0大勝的阿仙奴，但今仗阿仙奴卻憑有效的穩守突擊戰略，以2-0擊敗曼城，令曼城衛冕失敗。
歐洲聯賽冠軍盃方面，曼城被分入C組，以4勝2和拿下小組第一晉級淘汰賽階段。十六強遇上在歐冠奪冠次數最多的皇家馬德里，但在主客兩仗皆以2-1勝出，總比數以4-2淘汰皇家馬德里。因受新冠肺炎疫情影響，本屆歐冠半準決賽延至2020年8月於葡萄牙舉行，並改為一場賽場決定勝負。曼城在半準決賽的對手為本屆只取得法甲聯賽第七名的里昂，一般人預期曼城可以輕鬆取勝，但結果曼城以1-3敗陣，連續三屆都在歐冠半準決賽出局。
2020年2月15日，歐洲足協裁定曼城違反歐足聯財政公平競賽原則，被禁止参加2020-21赛季和2021-22赛季的欧戰及罚款3000万欧元。曼城則表示對判決結果「失望但不意外」並上訴國際體育仲裁庭。7月13日，曼城上訴成功，2年歐戰禁令被成功解除，罰款也被減輕至1000万欧元。

### 2020-2021賽季：重奪英超冠軍，打入欧冠決賽
本季英超聯賽繼續受新冠肺炎疫情影響，延至2020年9月中才開始。季初曼城表現欠佳，第二場聯賽在主場以2-5敗給李斯特城，這場是曼城近十二年來單場英超聯賽失球最多的賽事，接下來曼城在聯賽再敗給熱刺，又被剛升班的列斯聯和西布朗迫和，令曼城在2020年12月中旬聯賽排名跌至第七位，但經主教練哥迪奧拿對球隊的調整後，曼城由2020年12月19日起連續十五場聯賽取得全勝，在2021年1月底完成二十周聯賽後，升上聯賽榜首，在2021年3月已拋離第二位的曼聯超過十分。後來曼城雖被曼聯和車路士擊敗，聯賽連勝紀錄被中止，但無阻曼城提早三輪聯賽奪冠。
英格蘭本土盃賽方面，曼城繼上屆後再在英格蘭聯賽盃準決賽擊敗曼聯晉級決賽，再在決賽以1-0擊敗熱刺，破紀錄連續四屆奪得聯賽盃冠軍。但曼城在英格蘭足總盃雖在半準決賽淘汰愛華頓晉級四強，但在準決賽以0-1不敵車路士，連續兩屆在足總盃四強止步。
歐冠方面，曼城在分組賽以五勝一和不敗姿態以首名晉級淘汰賽，再淘汰慕遜加柏及多蒙特兩支德國球隊，晉級四強，準決賽再以總比數4-1擊敗上屆亞軍巴黎聖日耳門，首次晉身歐冠決賽，對手是同樣來自英超的車路士，但最終曼城在決賽以0-1落敗，屈居亞軍，未能奪得球會史上首個歐冠錦標。

### 2021-2022賽季：再度衛冕英超，再度歐冠鎩羽
本季英超聯賽繼續受新冠肺炎影響，多場賽事需要延期，曼城在開季表現一般，首場聯賽以0-1不敵熱刺，又在中下游球隊修咸頓和水晶宮身上失分，但至2021年11月開始表現好轉。2021年12月4日，曼城作客以3-1擊敗狼隊，本季第一次處於榜首位置。2022年1月15日，曼城主場以1-0擊敗競爭對手車路士，取得十二連勝，分別拋棄第二的車路士和利物浦十三分和十四分。然而，在賽季中後段曼城表現有所不稳，在次循環聯賽再敗給熱刺及在水晶宮身上失分，以至於在聯賽最後階段被排名第二的利物浦追至只有一分差距。最後一輪聯賽，曼城在主場一度0-2落後於實力稍弱的阿士東維拉，但憑借根度簡的梅開二度及洛迪的破門，曼城五分鐘內連入三球，3-2反殺對手，以一分優勢力壓利物浦奪冠。
本土盃賽方面，爭取聯賽盃五連霸的曼城在第四圈互射十二碼不敵韋斯咸，連奪聯賽盃的紀錄終止。曼城亦連續四屆打入足總盃最後四強，但在準決賽以2-3不敵利物浦，連續三屆足總盃四強止步。
在歐冠賽場，曼城小組賽階段與巴黎聖日耳門、RB萊比錫和布魯日分在A組，最終取得4勝2負的成績晉級淘汰賽。在八分之一決賽與四分之一決賽中，曼城分別淘汰了士砵亭和馬體會，在關鍵性的半決賽中，曼城遇到了賽前不被看好的皇家馬德里，首回合主場4-3險勝，次回合在客場一度以1-0領先，但在最後階段被洛迪高·高斯連追兩球拖進加時賽。最終被賓施馬十二碼射入，遺憾出局。

### 2022-2023賽季：首奪歐冠 英超三連霸
儘管聯賽表現穩定，然而歐冠連年失利無疑是曼城以及加泰罗尼亚主帅何塞普·瓜迪奥拉的痛。在前鋒關鍵時刻的把握度被連年詬病後，曼城在暑假整頓陣容後重新出發，其中最受矚目為開出重約搶下多特蒙德挪威前鋒。
然而再度挑戰英超三連霸的路上，曼城可謂異常艱辛。除了本季因卡塔爾世界盃季中舉辦以及女王伊莉莎白二世駕崩而停賽一輪外，曼城自身亦處於既有陣容與艾寧·夏蘭特的磨合期。季初聯賽時，由帶領的阿森纳狀態火熱，吸收曼城釋出球員並徹底磨合完畢的兵工廠。曼城上半季陷入苦追，但下半季3-2-4-1新陣完成磨合後，再度掀起狂潮緊咬阿森纳，包含兵工廠自身虎頭蛇尾，曼城在雙殺兵工廠後徹底改變局勢，最後在第37輪諾丁漢森林客場1-0戰勝兵工廠後完成英超史上第3次三連霸（前面2次正好是費格遜主政時的鄰居曼聯）。
2023年5月3日，艾寧·夏蘭特在主場3-0戰勝西漢姆的比賽中攻入自己在首季英超聯賽中的第35球，一舉打破了英超聯賽個人單季進球紀錄（原紀錄為安迪·高爾與舒利亞並列，攻入34球）。本季英超結束時，艾寧·夏蘭特入球數字達到36球。
本土盃賽方面，曼城足總盃以2-1戰勝同城對手曼聯奪得冠軍。
歐冠方面，曼城分組抽籤落入G組，對手有 多蒙特、 西維爾、 哥本哈根。最終曼城以4勝2和（主場3戰全勝以及作客西維爾取得勝利）以小組第一名晉級十六強。十六強的對手為 RB萊比錫，曼城首回合作客1–1和局，次回合主場出擊的情況下艾寧·夏蘭特狂轟五球，隊長根度簡和副隊長迪布尼亦各入一球。最終以主場7:0（總比分8:1）晉級八強。曼城在八強首回合主場迎戰德甲班霸 拜仁慕尼黑比賽第27分鐘，洛迪在對方禁區頂射出一個世界波，領先1:0，下半場，先後憑着賓拿度·施華的頭搥和夏蘭特的射門將比數拉開到3:0。次回合作客安联竞技场，雖然夏蘭特在上半場射失十二碼，但下半場初段成功把握對方後防失誤後射門，領先1:0，拜仁在比賽末段獲得一個十二碼機會，甘美治射入，比數去到1:1，曼城以總比數4:1擊敗拜仁晉級四強。四強對手為 皇家馬德里，曼城首回合作客班拿貝球場，比賽的上半場皇馬憑着雲尼斯奧斯遠射領先1:0，而到了比賽的下半場，曼城副隊長迪布尼把握機會在對方禁區頂射出割草式射球，皮球應聲入網，比賽以比數1:1帶到次回合。次回合主場出擊，在比賽早段賓拿度·施華梅開二度領先2:0，隨後於下半場中段，一次死球攻勢由迪布尼開出，艾簡治頭搥接應，皮球彈到艾達·米列達奧的腳上後入網，領先3:0。補時階段，由兩位後備入替的年輕球員給予最後一擊，菲爾·科頓一個直線傳球給正在入攝的祖利安·艾華利斯，艾華利斯取得射門，領先4:0。最後，曼城以總比數5:1擊敗皇家馬德里，繼2021年後再次晉級歐冠決賽。決賽上半場中後段迪布尼因傷退下火線繼而換上菲爾·科頓，比賽亦隨之陷入膠著狀態。比賽去到第67分鐘出現破局，賓拿度·施華於對方禁區底線把皮球傳向禁區頂，洛迪接應射入，曼城球迷區歡呼聲響徹雲霄。最終，憑著洛迪的一記遠射，曼城以1-0擊敗 國際米蘭，在土耳其伊斯坦堡的阿塔圖克奧林匹克體育場以不敗成績首奪歐冠奬杯並且完成了三冠王佳績。

### 2023-2024賽季：英超四連霸
2023年8月6日的社區盾，在法定時間1-1賽和兵工廠，並在十二碼時以1-4不敵。
2023年8月16日歐洲超級盃，在希臘卡雷斯卡基斯運動場以1-1戰平西維爾，互射十二碼，終以5-4奪冠。同年12月22日，在沙特以4-0擊敗巴西球隊富明尼斯，奪得世俱盃冠軍，加冕本年度五冠王。
2024年5月19日，英超最後一輪，曼城主場以3-1擊敗韋斯咸，福登開場連中兩元以及羅德里遠射定江山，再次壓過另一端主場逆轉艾佛頓的兵工廠，取得英超冠軍。曼城亦同時成為英超乃至英格蘭頂級聯賽史上第一支四連霸球隊。之後足總盃對陣同城死敵曼聯，可惜發揮未如理想，先在半場落後2球。雖然下半場狀態回勇，急起直追，並靠杜古射入1球，可惜亦未能扭轉戰局，終以1-2不敵，屈居亞軍。
歐冠方面，曼城持續保持跨季不敗，但在八強遭遇皇馬第一回合客場3-3，第二回合主場1-1，最後在PK大戰中被淘汰。憑藉2020-21到2023-24這段四個賽季的週期拿過一次歐冠冠軍，曼城得以參加2025年國際足總俱樂部世界盃。

### 2024-2025賽季：空前危機
曼城於社區盾面對曼聯，法定時間1-1賽和，PK大戰7-6復仇成功。當家後腰羅德里憑藉俱樂部及國家隊的好表現勇奪金球獎。
本季曼城英超開季九連不敗，有望繼續堆積連霸紀錄，然而自從羅德里於第五輪主場2-2打和兵工廠受傷整季報銷之後，似乎埋下了不穩定的隱患。曼城在進入11月之後，突然遭逢青黃不接與傷兵滿營交織而成的大崩盤，這波亂流不僅讓他們退出英超爭冠行列，連下季歐冠參賽資格也岌岌可危。雖然冬轉窗緊急加大投入買人，不過放眼未來重建計畫的企圖更勝於搶救當下爭冠希望。
英超方面，曼城衛冕失敗，但在最終輪客場2-0拿下無欲無求的富勒姆，以一波10連不敗拿下英超季軍，並且保住歐冠門票。聯賽盃16強被熱刺淘汰。
歐冠方面，曼城直到聯賽階段最終輪才以3-1擊敗皇家布魯日，以第22名之姿驚險晉級淘汰賽。24強附加賽抽到老冤家皇馬（連續第四年對壘）第一回合曼城主場靠哈蘭德梅開二度取得領先，但糟糕的後防線最終導致球隊2-3遭到逆轉；第二回合作客伯納烏又被姆巴佩帽子戲法徹底澆熄鬥志，直到比賽尾聲才得以破蛋，最終總比分3-6遭到皇馬雙殺。
足總盃連續三年挺進決賽，與水晶宮爭冠，结果被水晶宮1-0爆冷擊敗，確定繼2016/17後再度四大皆空。
2025年國際足總俱樂部世界盃，曼城在G組三戰全勝，16強遭遇亞洲強權利雅德新月，曼城屢遭防反狙擊，歷經延長賽以3-4被淘汰。

## 英超記錄
| 賽季        | 位置                     | 場數                     | 勝                       | 和                       | 負                       | 入球                     | 失球                     | 積分                     | 當年冠軍                 |
| ----------- | ------------------------ | ------------------------ | ------------------------ | ------------------------ | ------------------------ | ------------------------ | ------------------------ | ------------------------ | ------------------------ |
| 1992-93年   | 第9名                    | 42                       | 15                       | 12                       | 15                       | 56                       | 51                       | 57                       | 曼聯 (84分)              |
| 1993-94年   | 第16名                   | 42                       | 9                        | 18                       | 15                       | 38                       | 49                       | 45                       | 曼聯 (92分)              |
| 1994-95年   | 第17名                   | 42                       | 12                       | 13                       | 17                       | 53                       | 64                       | 49                       | 布力般流浪(89分)         |
| 1995-96年   | 第18名                   | 38                       | 9                        | 11                       | 18                       | 33                       | 58                       | 38                       | 曼聯(82分)               |
| 1996-2000年 | 降級至英甲及英乙聯賽作賽 | 降級至英甲及英乙聯賽作賽 | 降級至英甲及英乙聯賽作賽 | 降級至英甲及英乙聯賽作賽 | 降級至英甲及英乙聯賽作賽 | 降級至英甲及英乙聯賽作賽 | 降級至英甲及英乙聯賽作賽 | 降級至英甲及英乙聯賽作賽 | 降級至英甲及英乙聯賽作賽 |
| 2000-01年   | 第18名                   | 38                       | 8                        | 10                       | 20                       | 41                       | 65                       | 34                       | 曼聯(80分)               |
| 2001-2002年 | 降級至英甲聯賽作賽       | 降級至英甲聯賽作賽       | 降級至英甲聯賽作賽       | 降級至英甲聯賽作賽       | 降級至英甲聯賽作賽       | 降級至英甲聯賽作賽       | 降級至英甲聯賽作賽       | 降級至英甲聯賽作賽       | 降級至英甲聯賽作賽       |
| 2002-03年   | 第9名                    | 38                       | 15                       | 6                        | 17                       | 47                       | 54                       | 51                       | 曼聯(83分)               |
| 2003-04年   | 第16名                   | 38                       | 9                        | 14                       | 15                       | 55                       | 54                       | 41                       | 阿仙奴(90分)             |
| 2004-05年   | 第8名                    | 38                       | 13                       | 13                       | 12                       | 47                       | 39                       | 52                       | 切爾西(95分)             |
| 2005-06年   | 第15名                   | 38                       | 13                       | 4                        | 21                       | 43                       | 48                       | 43                       | 切爾西 (91分)            |
| 2006-07年   | 第14名                   | 38                       | 11                       | 9                        | 18                       | 29                       | 44                       | 42                       | 曼聯 (89分)              |
| 2007-08年   | 第9名                    | 38                       | 15                       | 10                       | 13                       | 45                       | 53                       | 55                       | 曼聯 (87分)              |
| 2008-09年   | 第10名                   | 38                       | 15                       | 5                        | 18                       | 58                       | 50                       | 50                       | 曼聯 (90分)              |
| 2009-10年   | 第5名                    | 38                       | 18                       | 13                       | 7                        | 73                       | 45                       | 67                       | 切爾西 (86分)            |
| 2010-11年   | 第3(季軍)                | 38                       | 21                       | 8                        | 9                        | 60                       | 33                       | 71                       | 曼聯 (80分)              |
| 2011-12年   | 第1(冠軍)                | 38                       | 28                       | 5                        | 5                        | 93                       | 29                       | 89                       | (第一次)                 |
| 2012-13年   | 第2(亞軍)                | 38                       | 23                       | 9                        | 6                        | 66                       | 34                       | 78                       | 曼聯 (89分)              |
| 2013-14年   | 第1(冠軍)                | 38                       | 27                       | 5                        | 6                        | 102                      | 37                       | 86                       | (第二次)                 |
| 2014-15年   | 第2(亞軍)                | 38                       | 24                       | 7                        | 7                        | 83                       | 38                       | 79                       | 切爾西 (87分)            |
| 2015-16年   | 第4名                    | 38                       | 19                       | 9                        | 10                       | 71                       | 41                       | 66                       | 萊斯特城 (81分)          |
| 2016-17年   | 第3(季軍)                | 38                       | 23                       | 9                        | 6                        | 80                       | 39                       | 78                       | 切爾西 (93分)            |
| 2017-18年   | 第1(冠軍)                | 38                       | 32                       | 4                        | 2                        | 106                      | 27                       | 100                      | (第三次)                 |
| 2018-19年   | 第1(冠軍)                | 38                       | 32                       | 2                        | 4                        | 95                       | 23                       | 98                       | (第四次)                 |
| 2019-20年   | 第2(亞軍)                | 38                       | 26                       | 3                        | 9                        | 102                      | 35                       | 81                       | 利物浦(99分)             |
| 2020-21年   | 第1(冠軍)                | 38                       | 27                       | 5                        | 6                        | 83                       | 32                       | 86                       | (第五次)                 |
| 2021-22年   | 第1(冠軍)                | 38                       | 29                       | 6                        | 3                        | 99                       | 26                       | 93                       | (第六次)                 |
| 2022-23年   | 第1(冠軍)                | 38                       | 28                       | 5                        | 5                        | 94                       | 33                       | 89                       | (第七次)                 |
| 2023-24年   | 第1(冠軍)                | 38                       | 28                       | 7                        | 3                        | 96                       | 34                       | 91                       | (第八次)                 |
| 2024-25年   | 第3(季軍)                | 38                       | 21                       | 8                        | 9                        | 72                       | 44                       | 71                       | 利物浦 (84分)            |

## 主場球場

### 阿提哈德球场

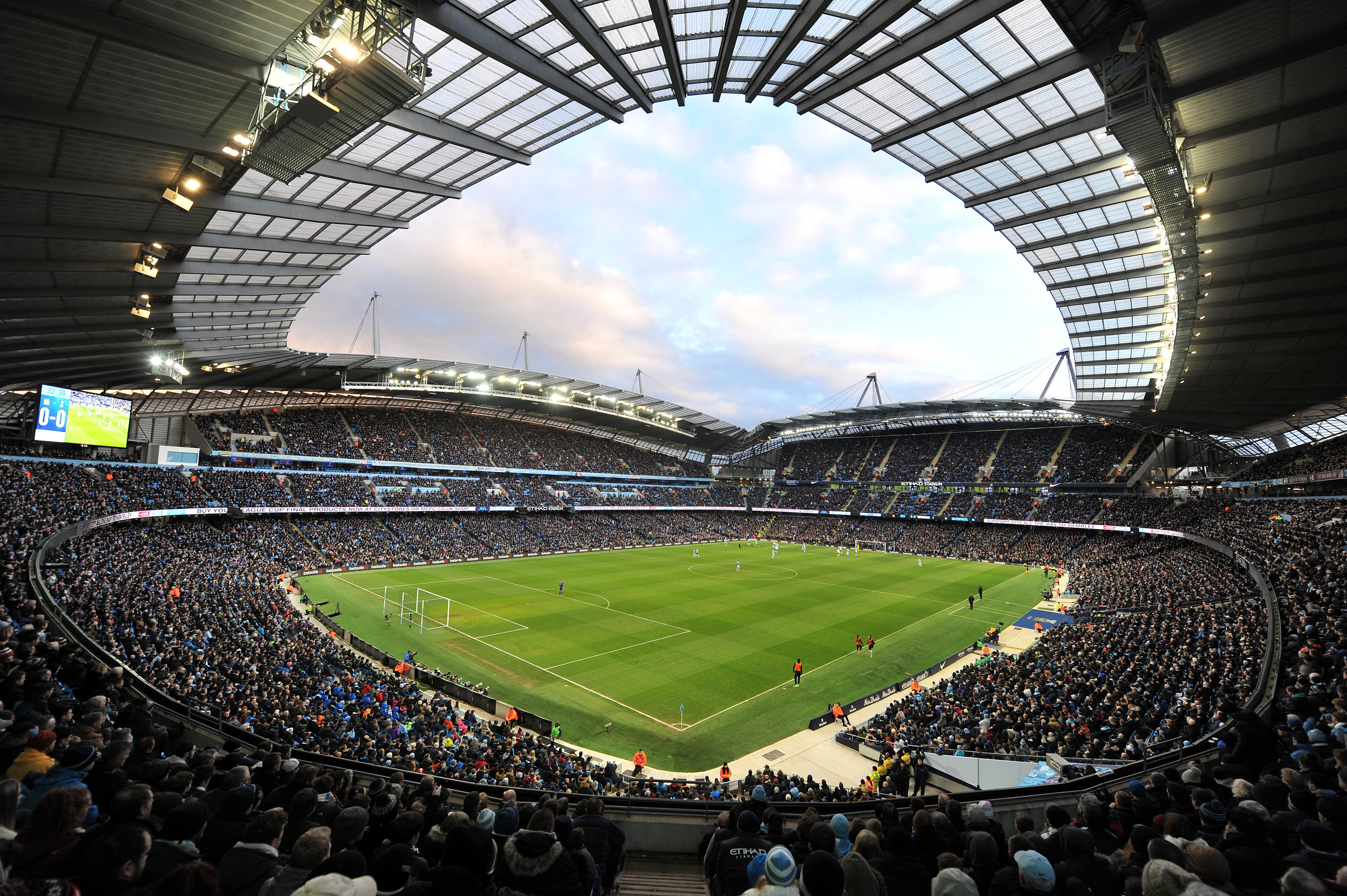
阿提哈德球场

曼徹斯特市球場（英語：City of Manchester Stadium），是位於英格蘭曼徹斯特的運動場。2011年7月，贊助商阿提哈德航空冠名為阿提哈德球场（又被译作“伊蒂哈德球场”），原來是設計來作2000年夏季奧林匹克運動會之用，但曼徹斯特在投標時失敗。後來作為2002年的英聯邦運動會的運動場館，造價為一億一千萬英鎊。後期再改為作足球運動用途。曼城在2003年由緬因路球場遷往此球場並簽下250年的租約。
在運動會完結後，曼徹斯特市議會將曼城運動場交付曼城以換取緬因路球場，舊球場用作發展新住宅小區。由於運動場為大型運動會而設計，曼城需再花費3500萬英鎊改建以符合足球比賽用途，包括拆除田徑跑道、降低草坪至地平線以下、加建看台（10,000座的北看台）等，花了整整一年才完成。在2002－03年球季末才正式完工成為曼城的新主場。
曼徹斯特市球場呈碗狀，擁有全場兩層及兩旁有額外一層共有47,726個觀眾席，是英格蘭第四大足球運動場及英國第十大運動場。在2006年10月4日，曼徹斯特城市體育場宣佈將會主辦2008年決賽。
曼徹斯特城市運動場內部是橢圓形的會場，在兩旁有三層座位及在其完結有兩層座位。在傳統的足球運動場，連着的座位，每一方均有自己的名字。最初，所有運動場所有邊均以方向命名（北看台、南看台則為球場的龍門背後的座位，東看台及西看台是邊座位）。在2004年月西看台重新命名為看台（Colin Bell Stand），是曼城以前的著名球員。南看台官方命名為「Key 103電台」看台（Key 103 Stand）是自從2003年受贊助而命名，但基本上被很多支持者所忽視。北看台部份位置設計家庭看台（Family Stand），保留給帶有兒童的支持者所坐。東看台非官方命名為基派克斯看台（Kippax），與緬恩路球場一樣。作客球隊支持者則會被安排坐在南看台。在運動場內有68個行政廂房，圍繞西看台、北看台及東看台。在東及西看台的廂房各分別可坐10人，而北看台的廂房盯可坐8個人。
運動場的蓋頂是超環面的形狀，鋼纜由塔上懸吊，螺旋形的斜坡梯提供進入上排座位的途徑，這個區域沒有安裝百葉窗，以改善運動場的通風。透過RFID智能咭傳統由人操縱的十字轉門進入運動場，這個系統能容許所有入口每分鐘處理高達1200人。體育場下的一個緊急服務通道出入口，並且允許救援車直接進入體育場。在體育場裡面是6家主題餐廳，其中兩家能看到球場風景，以及許多會議設備。體育場也許可舉辦結婚典禮。
曼徹斯特城市運動場是英格蘭足球場中，擁有最闊的草地。運動場是採用自然的真草，而非很多運動場採用人造草，運動場把27000英里，厚度為20厘米的塑膠纖維注入在土壤下面足夠一步一步地伸展，是一種合成的方法令草面增加名為草地合成增長系統。
曼徹斯特城市運動場有很多非官方的別名，在球場未命名時已被稱為「東地球場」（Eastlands），直到現時仍然通用，而英文名稱City Of Manchester Stadium亦被簡稱為「COMS」。仿傚巴塞隆拿的魯營球場(Nou Camp)稱曼徹斯特城市體育場為「藍營」（The Blue Camp）則較少人用。
曼徹斯特城市運動場普遍獲得球迷支持，於2005年投票選舉中成為英國國內最受歡迎球場的第二位。但球場內的氣氛有時亦遭受批評，部分貶低者認為氣氛不及緬因路球場般熱烈。
2011年7月獲阿提哈德航空以破紀錄價4億英鎊冠名贊助稱為阿提哈德球場（Etihad Stadium），但其動機被質疑協助曼城達到歐洲足協的「財政公平競賽規則」(Financial Fair Play Regulations)。

### 緬因路球場

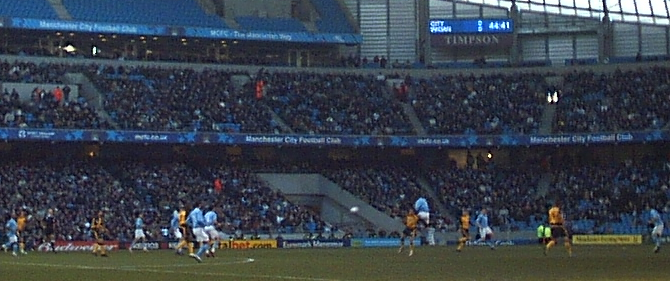
曼城與韋根

緬因路球場（Maine Road）是位於曼徹斯特市的足球場，由落成的1923年至2003年間是曼城足球會的主場。緬因路球場建於舊磚塊工廠的故址，於1923年完成時被稱為“曼徹斯特溫布萊”（位於倫敦的溫布萊球場剛於數月前完成），可容納80,000觀眾，是國內僅排於溫布萊之後第2大的足球場。
首場負於錫菲聯的比賽入場人數達56,993人。在二戰後，曼聯的主場因空襲遭部份破壞而停用，緬因路球場成為曼城與曼聯的共同主場。緬因路球場錄得最高入場人數是在1934年曼城在英格蘭足總盃第6圈對史篤城，共有84,569名觀眾入場。
緬因路球場曾成兩次成為英格蘭國際賽的主場，1946年11月13日對威爾斯及1949年11月16日50年世界杯外圍賽以9-2大破北愛爾蘭。緬因路球場關閉前最後一場比賽在2003年5月11日舉行，曼城以0-1負給南安普顿，米凯尔·斯文森射入緬因路最後的一球。
在2002-2003年英超聯季後緬因路球場隨即被拆除，原址將改建為往宅小區作為摩斯西迪及魯什爾姆的改善工程。
很長時間緬因路球場擁有英格蘭最闊的場地，但是場地的闊度是經常因領隊的要求而轉變，以適應球隊的踢法。在拆卸前，場地面積是107x71米(117x77-2/3碼)。

## 球會榮譽
| 榮譽                      | 次數        | 年度                                                           |
| 聯 賽 比 賽               | 聯 賽 比 賽 | 聯 賽 比 賽                                                    |
| ------------------------- | ----------- | -------------------------------------------------------------- |
| 超級聯賽《頂級》 冠軍     | 8           | 2012年、2014年、2018年、2019年、2021年、2022年、2023年、2024年 |
| 甲組聯賽《頂級》 冠軍     | 2           | 1937年、1968年                                                 |
| 甲組聯賽《第二級》 冠軍   | 1           | 2002年                                                         |
| 乙組聯賽《第二級》 冠軍   | 6           | 1899年、1903年、1910年、1928年、1947年、 1966年                |
| 盃 賽 比 賽               |             |                                                                |
| 足總盃 冠軍               | 7           | 1904年、1934年、1956年、1969年、2011年、2019年、2023年         |
| 聯賽盃 冠軍               | 8           | 1970年、1976年、2014年、2016年、2018年、2019年、2020年、2021年 |
| 英格蘭慈善盾／社區盾 冠軍 | 7           | 1937年、1968年、1972年、2012年、2018年、2019年、2024年         |
| 歐 洲 比 賽               |             |                                                                |
| 歐洲冠軍聯賽 冠軍         | 1           | 2023年                                                         |
| 冠軍                      | 1           | 1970年                                                         |
| 歐洲超級盃 冠軍           | 1           | 2023年                                                         |
| 洲 際 賽 事               |             |                                                                |
| 俱乐部世界杯 冠軍         | 1           | 2023年                                                         |

## 球員名單（2025-2026賽季）
1. 球員編號參照官方網站 （页面存档备份，存于）。
2. 粗體字為新加盟球員（青年隊提升不計）。
3. 者為傷患球員。
4. 2025年夏季轉會窗（英语：List of English football transfers summer 2025）：6月1日至10日，6月16日至9月1日。
5. 未正式進入一線隊的預備隊球員，其加盟年份為進入U-21預備隊的時間。

### 現役球員
| 號碼  | 國籍         | 球員                                        | 位置           | 年齡  | 加盟年份 | 前屬球會   | 轉會費    |
| 門 將 | 門 將        | 門 將                                       | 門 將          | 門 將 | 門 將    | 門 將      | 門 將     |
| ----- | ------------ | ------------------------------------------- | -------------- | ----- | -------- | ---------- | --------- |
| 1     | 英格兰       | （James Trafford）                          | 門將           | 22    | 2025     | 般尼       | 2,700萬鎊 |
| 13    | 英格兰       | （Marcus Bettinelli）                       | 門將           | 33    | 2025     | 切爾西     | 200萬鎊   |
| 18    | 德国         | （Stefan Ortega）                           | 門將           | 32    | 2022     | 比勒菲尔德 | 自由轉會  |
| 31    | 巴西         | （Ederson Moraes）                          | 門將           | 32    | 2017     | 本菲卡     | 3,500萬鎊 |
| 後 衛 |              |                                             |                |       |          |            |           |
| 3     | 葡萄牙       | （Rúben Dias）                              | 中堅           | 28    | 2020     | 本菲卡     | 6,500萬鎊 |
| 5     | 英格兰       | 约翰·斯通斯（John Stones）                  | 中堅           | 31    | 2016     | 艾佛頓     | 5,000萬鎊 |
| 6     | 荷兰         | （Nathan Aké）                              | 中堅           | 30    | 2020     | 伯恩茅斯   | 4,100萬鎊 |
| 21    | 阿尔及利亚   | （Rayan Aït-Nouri）                         | 左閘           | 24    | 2025     | 狼隊       | 3,300萬鎊 |
| 24    | 克罗地亚     | 祖斯高·法迪奧（Joško Gvardiol）             | 中堅／左閘     | 23    | 2023     | RB萊比錫   | 7,780萬鎊 |
| 25    | 瑞士         | （Manuel Akanji）                           | 中堅           | 30    | 2022     | 多特蒙德   | 1,480萬鎊 |
| 45    | 乌兹别克斯坦 | （Abdukodir Khusanov）                      | 中堅           | 21    | 2025     | 朗斯       | 3,380萬鎊 |
| 78    | 布吉納法索   | （Issa Kaboré）                             | 右閘           | 24    | 2020     | 梅赫倫     | 450萬鎊   |
| 82    | 英格兰       | （Rico Lewis）                              | 右閘           | 20    | 2022     | 青年隊     | 不適用    |
| 97    | 英格兰       | 祖殊·威爾信-艾斯巴特（Josh Wilson-Esbrand） | 左閘           | 22    | 2022     | 青年隊     | 不適用    |
| -     | 英格兰       | 卡倫·多伊爾（Callum Doyle）                 | 中堅           | 21    | 2024     | 青年隊     | 不適用    |
| 中 場 |              |                                             |                |       |          |            |           |
| 4     | 荷兰         | （Tijjani Reijnders）                       | 正中場         | 26    | 2025     | AC米蘭     | 4,630萬鎊 |
| 8     | 克罗地亚     | （Mateo Kovačić）                           | 正中場         | 31    | 2023     | 切爾西     | 2,500萬鎊 |
| 10    | 法國         | （Rayan Cherki）                            | 進攻中場／翼鋒 | 22    | 2025     | 里昂       | 3,460萬鎊 |
| 14    | 西班牙       | 尼高·（Nico González）                      | 正中場         | 23    | 2025     | 波圖       | 4,980萬鎊 |
| 16    | 西班牙       | （Rodri Hernández）                         | 防守中場       | 29    | 2019     |            | 6,280萬鎊 |
| 19    | 德国         | （İlkay Gündoğan）                          | 正中場         | 34    | 2024     | 巴塞隆納   | 自由轉會  |
| 20    | 葡萄牙       | （Bernardo Silva）                          | 進攻中場／右翼 | 31    | 2017     | 摩納哥     | 4,300萬鎊 |
| 27    | 葡萄牙       | （Matheus Nunes）                           | 正中場／右閘   | 26    | 2023     | 狼隊       | 5,300萬鎊 |
| 33    | 英格兰       | 尼高·奧華利（Nico O'Reilly）                | 進攻中場／左閘 | 20    | 2024     | 青年隊     | 不適用    |
| 44    | 英格兰       | （Kalvin Phillips）                         | 防守中場       | 29    | 2022     | 里茲聯     | 4,200萬鎊 |
| 47    | 英格兰       | （Phil Foden）                              | 進攻中場／翼鋒 | 25    | 2017     | 青年隊     | 不適用    |
| 前 鋒 |              |                                             |                |       |          |            |           |
| 7     | 埃及         | （Omar Marmoush）                           | 中鋒／翼鋒     | 26    | 2025     | 法兰克福   | 5,900萬鎊 |
| 9     | 挪威         | （Erling Haaland）                          | 中鋒           | 25    | 2022     | 多特蒙德   | 5,120萬鎊 |
| 11    | 比利时       | （Jérémy Doku）                             | 翼鋒           | 23    | 2023     | 雷恩       | 5,150萬鎊 |
| 26    | 巴西         | （Sávio Moreira）                           | 翼鋒           | 21    | 2024     | 特魯瓦     | 2,160萬鎊 |
| 52    | 挪威         | （Oscar Bobb）                              | 翼鋒           | 22    | 2023     | 青年隊     | 不適用    |

、分別為隊長、副隊長、第三隊長、第四隊長。

1. ↑  另浮動條款300萬鎊
2. ↑  另浮動條款330萬鎊
3. ↑  另浮動條款1,110萬鎊
4. ↑  另浮動條款500萬鎊
5. ↑  另浮動條款500萬鎊
6. ↑  另浮動條款300萬鎊
7. ↑  另浮動條款1,200萬鎊

### 預備隊及青訓學院
| 號碼     | 國籍     | 球員                                   | 位置     | 年齡     | 加盟年份 | 前屬球會 | 轉會費   |          |
| U21-球員 | U21-球員 | U21-球員                               | U21-球員 | U21-球員 | U21-球員 | U21-球員 | U21-球員 | U21-球員 |
| -------- | -------- | -------------------------------------- | -------- | -------- | -------- | -------- | -------- | -------- |
| 69       | 威尔士   | 麥斯·哈德遜（Max Hudson）              | 門將     | 17       | 2024     | 不適用   | 不適用   |          |
| 76       | 西班牙   | 穆罕默杜·舒蘇奧（Mahamadou Susoho)     | 防守中場 | 20       | 2023     | 愛斯賓奴 | 不適用   |          |
| 79       | 英格兰   | 盧克·姆貝特（Luke Mbete）              | 中堅     | 21       | 2020     | 青年隊   | 不適用   |          |
| 88       | 英格兰   | 卓奧·格特（True Grant)                 | 門將     | 19       | 2023     | 青年隊   | 不適用   |          |
| -        | 英格兰   | 韋·迪信（Will Dickson）                | 中鋒     | 20       | 2022     | 青年隊   | 不適用   |          |
| -        | 英格兰   | 基斯甸臣·麥法尼（Christian McFarlane） | 左閘     | 18       | 2025     | 紐約城   | 自由轉會 |          |

### 外借球員
| 號碼             | 國籍             | 球員                                   | 位置             | 年齡             | 加盟年份         | 外借球會         | 外借球季         |
| 2025年夏季轉會窗 | 2025年夏季轉會窗 | 2025年夏季轉會窗                       | 2025年夏季轉會窗 | 2025年夏季轉會窗 | 2025年夏季轉會窗 | 2025年夏季轉會窗 | 2025年夏季轉會窗 |
| ---------------- | ---------------- | -------------------------------------- | ---------------- | ---------------- | ---------------- | ---------------- | ---------------- |
| 22               | 巴西             | 域陀·維爾斯（Vitor Reis）              | 中堅／右閘       | 19               | 2025             | 基朗拿           | 25/26球季        |
| 30               | 阿根廷           | 哥迪奧·艾捷維利（Claudio Echeverri）   | 進攻中場         | 19               | 2024             | 利華古遜         | 25/26球季        |
| 41               | 挪威             | 斯維爾·尼潘（Sverre Nypan）            | 正中場           | 18               | 2025             | 米杜士堡         | 25/26球季        |
| 66               | 英格兰           | 祖邁·森迅·沛斯（Jahmai Simpson-Pusey） | 中堅             | 19               | 2023             | 些路迪           | 25/26球季        |
| 67               | 英格兰           | 迪雲·梅巴馬（Divin Mubama）            | 中鋒             | 20               | 2024             | 斯托克城         | 25/26球季        |
| -                | 英格兰           | （Jack Grealish）                      | 翼鋒／進攻中場   | 29               | 2021             | 埃弗顿           | 25/26球季        |
| -                | 英格兰           | 麥斯·阿尼爾（Max Alleyne）             | 中堅             | 20               | 2023             | 屈福特           | 25/26球季        |
| -                | 英格兰           | 芬尼·般斯（Finley Burns）              | 中堅             | 22               | 2020             | 雷丁             | 25/26球季        |
| -                | 英格兰           | 祖爾·艾達拿（Joel Ndala）              | 翼鋒             | 19               | 2023             | 侯城             | 25/26球季        |
| -                | 芬兰             | 湯馬士·加爾法斯（Tomas Galvez）        | 左閘             | 20               | 2022             | 甘堡爾           | 25/26球季        |
| -                | 塞拉利昂         | 祖馬·巴（Juma Bah）                    | 中堅             | 19               | 2024             | 尼斯             | 25/26球季        |

### 離隊球員
| 號碼             | 國籍             | 球員                                        | 位置             | 年齡             | 加盟年份         | 加盟球會         | 轉會費           |
| 2025年夏季轉會窗 | 2025年夏季轉會窗 | 2025年夏季轉會窗                            | 2025年夏季轉會窗 | 2025年夏季轉會窗 | 2025年夏季轉會窗 | 2025年夏季轉會窗 | 2025年夏季轉會窗 |
| ---------------- | ---------------- | ------------------------------------------- | ---------------- | ---------------- | ---------------- | ---------------- | ---------------- |
| 2                | 英格兰           | 基爾·獲加（Kyle Walker）                    | 右閘             | 35               | 2017             | 般尼             | 500萬鎊          |
| 17               | 比利时           | （Kevin De Bruyne）                         | 進攻中場         | 34               | 2015             | 那不勒斯         | 自由轉會         |
| 32               | 阿根廷           | （Máximo Perrone）                          | 防守中場         | 22               | 2023             | 科莫             | 1,000萬鎊        |
| 33               | 英格兰           | （Scott Carson）                            | 門將             | 39               | 2021             | 自由球員         | 自由轉會         |
| 37               | 巴西             | （Kayky Chagas）                            | 右翼             | 22               | 2021             | 巴希亞           | 未透露           |
| 56               | 英格兰           | 積及·胡禮（Jacob Wright）                   | 防守中場         | 19               | 2024             | 諾里奇           | 230萬鎊          |
| 85               | 德国             | 法里德·阿爾法·韋帕特（Farid Alfa-Ruprecht） | 翼鋒             | 19               | 2024             | 利華古遜         | 500萬鎊          |
| 87               | 英格兰           | 占士·麥亞迪（James McAtee）                 | 進攻中場         | 22               | 2023             | 諾定咸森林       | 2,200萬鎊        |
| -                | 巴西             | （Yan Couto）                               | 右閘             | 23               | 2020             | 多特蒙德         | 2,100萬鎊        |

## 職員名單
| 職位           | 姓名                                     |
| -------------- | ---------------------------------------- |
| 主教練         | (Pep Guardiola)                          |
| 助理教练       | 佩平·連達斯 (Pepijn Lijnders)            |
| 助理教练       | (Kolo Touré)                             |
| 一隊守門員教練 | 沙比阿·曼斯特多 (Xabier Mancisidor)      |
| 一隊守門員教練 | 李察·胡禮 (Richard Wright)               |
| 體能教練       | 西蒙斯·比干 (Simon Bitcon)               |
| 體能教練       | 羅倫素·貝拿雲杜拿 (Lorenzo Buenaventura) |
| 死球教練       | 占士·法蘭 (James French)                 |
| 分析師         | 卡利士·普蘭查特 (Carles Planchart)       |
| 分析師         | 丹尼爾·胡禮 (Daniel Wright)              |
| 球會醫生       | 伊度·瑪尤里 (Edu Mauri)                  |
| 物理治療主管   | 占士·巴利雲 (James Baldwin)              |
| U23主教練      | 賓·韋堅遜 (Ben Wilkinson)                |

### 管理層
| 職位     | 姓名                                  |
| -------- | ------------------------------------- |
| 主席     | 哈勒敦·穆巴拉克 (Khaldoon Al-Mubarak) |
| 行政總裁 | 費蘭·索里亞諾 (Ferran Soriano)        |
| 體育總監 | 曉高·維亞拿 (Hugo Viana)              |
| 球探主管 | 加里·沃辛頓 (Gary Worthington)        |

## 主要对手

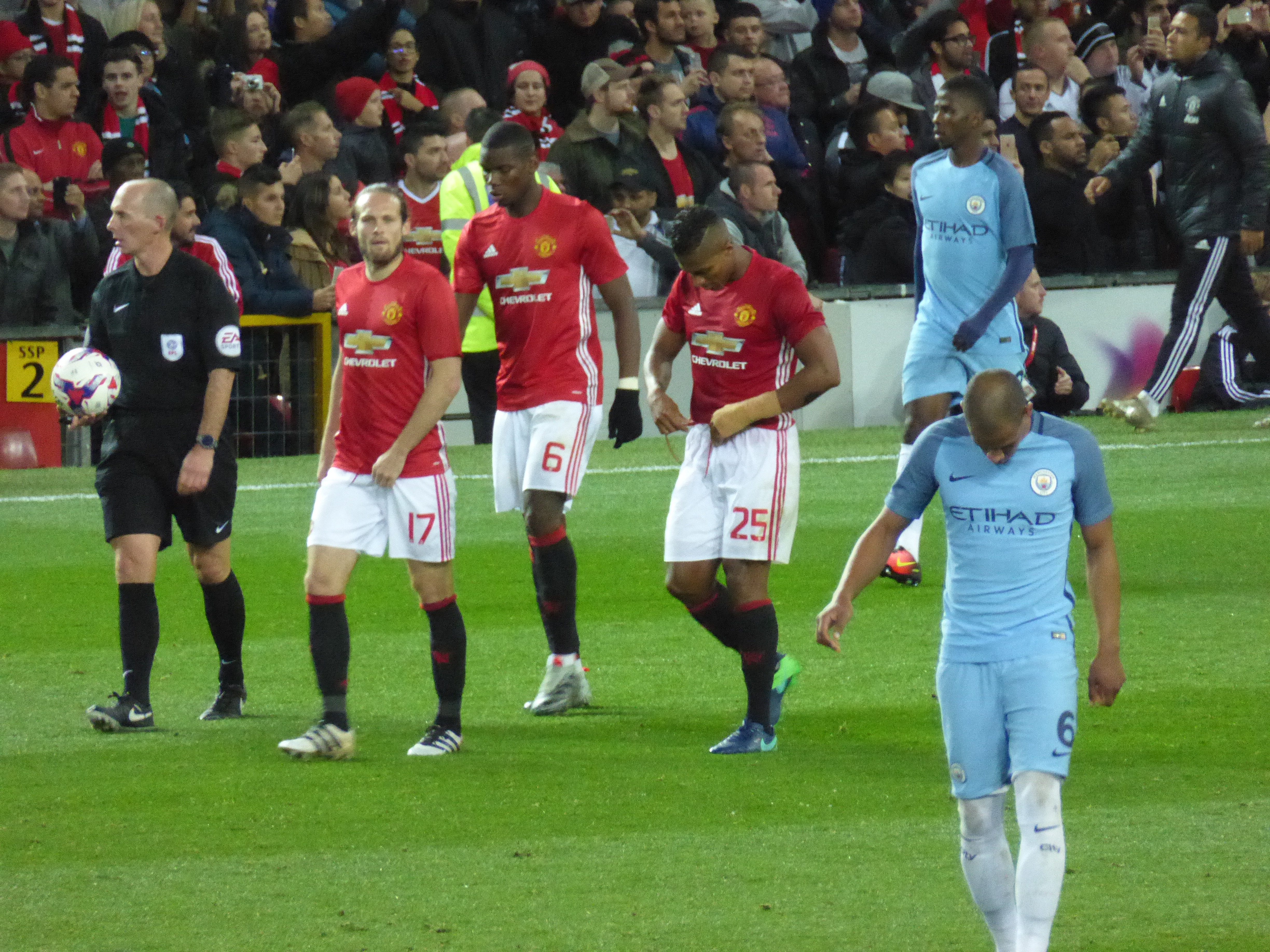
2016年10月的曼徹斯特打比

從曼城與熱刺攜手將英超四大豪門擴張為6大豪門後，曼城的主要對手對內為另5豪門，對外則是歐陸國家的勁旅，但最重要的宿敵莫過於同城球隊曼聯，其次為近年的聯賽冠軍競爭對手利物浦。
曼彻斯特德比是曼城對曼聯的同城德比。如同其它的德比一樣，兩隊球迷之間互相嘲笑是司空見慣的，曼聯球迷時常取笑曼城長時間未奪得重要錦標（35年錦標荒），而曼城球迷則取笑曼聯根本不是來自曼徹斯特市，因為老特拉福德球场位於曼徹斯特市邊界之外。兩隊同為歷史悠久及戰績卓越的球隊，曼城在1950年代及1970年代較佔優勢，而曼聯則在1990年代以後反轉局勢，至於在曼徹斯特當地的支持度則是差不多，曼徹斯特東部居民支持曼城，而曼徹斯特西部居民則支持曼聯。但近年來曼城球迷在曼徹斯特當地的比例愈來愈高。
|                | 曼城 獲勝 | 賽和 | 曼聯 獲勝 |
| -------------- | --------- | ---- | --------- |
| 聯賽           | 44        | 50   | 61        |
| 足總杯         | 3         | 0    | 6         |
| 聯賽杯         | 3         | 1    | 2         |
| 慈善盾／社區盾 | 0         | 0    | 2         |
| 總數           | 50        | 51   | 71        |

## 23號球衣
2003年，馬克-維維安·福伊代表喀麥隆与哥倫比亞於法國里昂進行洲際國家盃準決賽，至第72分钟時突然心臟病發，送院不治。他的離世激起人们对聯合會杯的不滿，而國際足球聯合會之後亦便將聯合會杯改作每四年一屆。
當時福伊正從法甲俱樂部出借到曼城，為表示紀念，曼城從此將福伊在曼城穿著的23號球衣退休，不再供給其他球員採用。

## 球會記錄

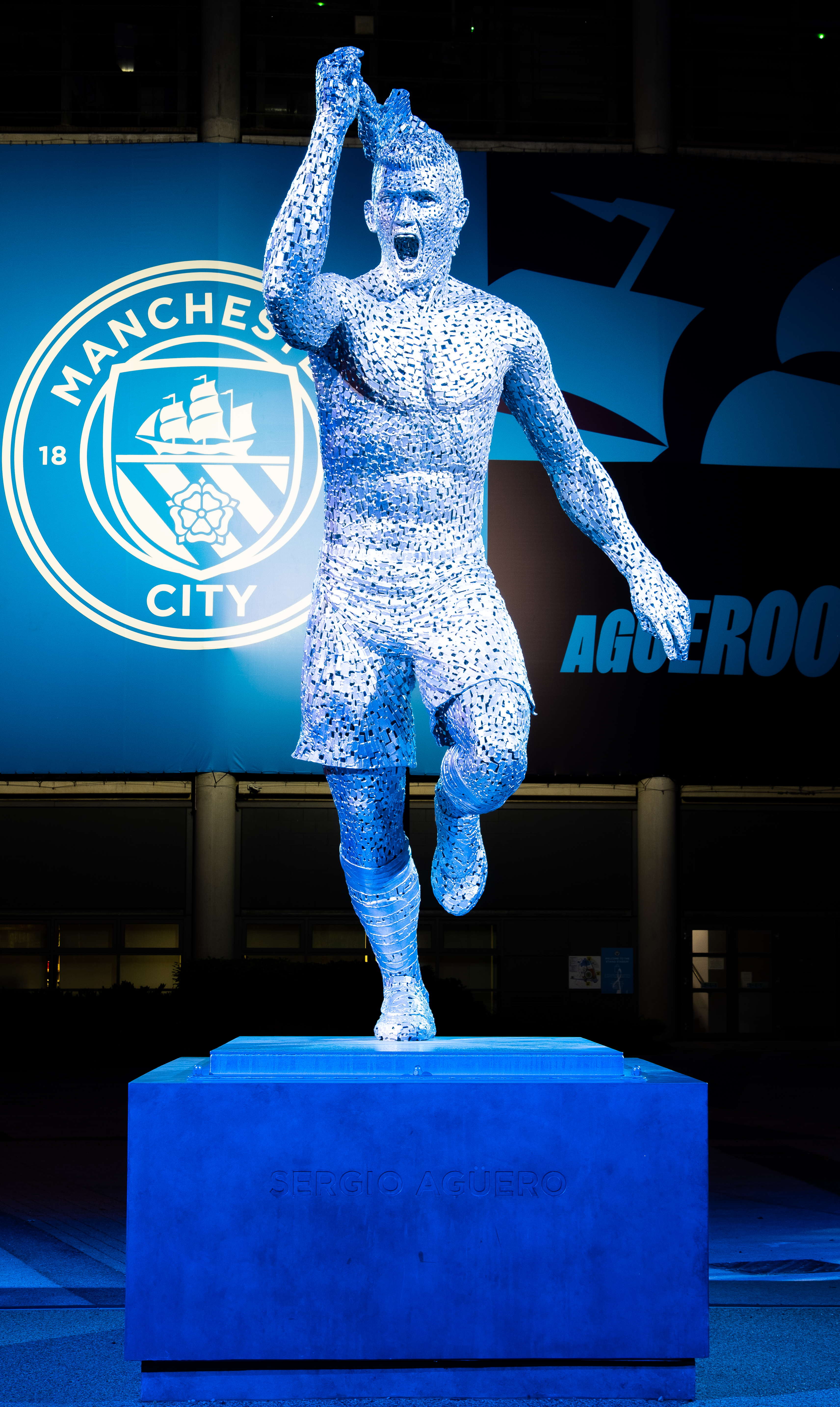
在伊蒂哈德球場外的塞尔希奥·阿奎罗雕像

- 賽季最佳球員

| #  | 賽季    | 得獎者          |
| -- | ------- | --------------- |
| 1  | 2000-01 | 丹尼·蒂亞托     |
| 2  | 2001-02 | 阿里·貝納比亞   |
| 3  | 2002-03 | 西爾萬·迪斯甸   |
| 4  | 2003-04 | 桑恩·胡禮菲臘斯 |
| 5  | 2004-05 | 爱尔兰          |
| 6  | 2005-06 | 爱尔兰          |
| 7  | 2006-07 | 爱尔兰          |
| 8  | 2007-08 | 爱尔兰          |
| 9  | 2008-09 | 史提芬·艾利蘭   |
| 10 | 2009-10 | 阿根廷          |
| 11 | 2010-11 | 比利时          |
| 12 | 2011-12 | 阿根廷          |
| 13 | 2012-13 | 阿根廷          |
| 14 | 2013-14 | 科特迪瓦        |
| 15 | 2014-15 | 阿根廷          |
| 16 | 2015-16 | 比利时          |
| 17 | 2016-17 | 西班牙          |
| 18 | 2017-18 | 比利时          |
| 19 | 2018-19 | 葡萄牙          |
| 20 | 2019-20 | 比利时          |
| 21 | 2020-21 | 葡萄牙          |
| 22 | 2021-22 | 比利时          |
| 23 | 2022-23 | 挪威            |
| 24 | 2023-24 | 菲爾·科頓       |
| 25 | 2024-25 | 祖斯高·法迪奧   |

- 歷史最佳射手

1. 粗體字為現役球員
2. 最後更新於：2025年8月18日

| 排名 | 球員                             | 進球數目 | 比賽場次 |
| ---- | -------------------------------- | -------- | -------- |
| 1    | （Sergio Agüero）                | 260      | 390      |
| 2    | 喬·海耶斯（Joe Hayes）           | 146      | 338      |
| 3    | 法蘭西斯·李（Francis Lee）       | 138      | 307      |
| 4    | 哥連·培爾（Colin Bell）          | 137      | 456      |
| 5    | 拉希姆·斯特林（Raheem Sterling） | 131      | 339      |
| 6    | （Erling Haaland）               | 126      | 147      |

## 著名球員
只記錄出場數多於50場正式比賽的球員
戰前
- 比利·梅瑞迪斯（Billy Meredith，1894）
- 查里·威廉斯（英语：Charlie Williams (footballer)）（Charlie Williams，1894）
- 卜比·莫法（Bobby Moffat，1895）
- 比利·荷默斯（英语：Billy Holmes (footballer born 1875)）（Billy Holmes，1896）
- 費特勒克·威廉斯（英语：Fred Williams (footballer, born 1873)）（Frederick Williams，1896）
- 威廉·史默夫（英语：Buxton Smith）（William Smith，1897）
- 基利士比（Billie Gillespie，1897）
- 迪鍾斯（英语：Di Jones）（David "Di" Jones，1897）
- 艾歷·布祿克（Eric Brook，1928）
- 马特·巴斯比（Matt Busby，1928）
- 法蘭·史惠夫（Frank Swift，1933）

1940-60年代
- 畢·圖曼（Bert Trautmann，1949）
- 萊·保羅（Roy Paul，1950）
- 阿倫·奧基斯（Alan Oakes，1958）
- 丹尼士·羅（Denis Law，1960）
- 米克·森馬比（Mike Summerbee，1965）
- 哥連·培爾（Colin Bell，1966）
- 法蘭西斯·李（Francis Lee，1967）
- 祖·哥尼根（Joe Corrigan，1967）

1970-90年代
- 朗尼·馬殊（Rodney Marsh，1971）
- 祖·萊爾（Joe Royle，1974）
- 戴夫·屈臣（英语：David Vernon Watson）（Dave Watson，1975）
- 卡齐米日·德厄纳（Kazimierz Deyna，1978）
- 杜利華·法蘭西斯（Trevor Francis，1981-82）
- 保羅·歷克（Paul Lake，1986-96）
- 尼爾·昆尼（Niall Quinn，1990-96）
- 烏韋·路斯拿（Uwe Rösler，1994-98）
- 保羅·禾路殊（Paul Walsh，1994-95）
- 堅克拉錫（Georgiou Kinkladze，1995-98）
- 米哈伊尔·卡韦拉什维利（Mikheil Kavelashvili，1995-97）
- （Paul Dickov，1996-2002）
- 葛達（Shaun Goater，1998-2003）
- （Shaun Wright-Phillips，1999-2005，2008-11）

2000年代
- 賀維（英语：Steve Howey (footballer)）（Steve Howey，2000-03）
- （Richard Dunne，2000-09）
- 貝納爾比亞（Ali Benarbia，2001-03）
- （Nicolas Anelka，2002-05）
- （Sylvain Distin，2002-07）
- 孙继海（2002-08）
- （Steve McManaman，2003-05）
- 西比爾斯基（Antoine Sibierski，2003-06）
- 科拿（Robbie Fowler，2003-06）
- 祖爾·巴頓（Joey Barton，2003-07）
- 大卫·（David James，2004-06）
- 丹尼·（Danny Mills，2004-09）
- （Nedum Onuoha，2004-12）
- （Darius Vassell，2005-09）
- （Stephen Ireland，2005-10）
- （Micah Richards，2005-14）
- （Georgios Samaras，2006-08）
- （Dietmar Hamann，2006-09）
- （Joe Hart，2006-17）
- （Elano，2007-09）
- （Martin Petrov，2007-10）
- （Robinho，2008-10）
- （Pablo Zabaleta，2008-17）
- （Vincent Kompany，2008-19）
- （Craig Bellamy，2009-11）
- （Shay Given，2009-11）
- （Nigel de Jong，2009-12）
- （Emmanuel Adebayor，2009-12）
- （Kolo Touré，2009-13）
- （Gareth Barry，2009-13）
- （Carlos Tévez，2009-13）
- （Wayne Bridge，2009-13）
- （Joleon Lescott，2009-14）

2010年代
- （Adam Johnson，2010-12）
- （Mario Balotelli，2010-13）
- （James Milner，2010-15）
- （Aleksandar Kolarov，2010-17）
- （Yaya Touré，2010-18）
- （David Silva，2010-20）
- （Edin Džeko，2011-15）
- （Gaël Clichy，2011-17）
- （Samir Nasri，2011-17）
- （Sergio Agüero，2011-21）
- （Matija Nastasić，2012-14）
- （Javi García，2012-14）
- （Jesús Navas，2013-17）
- （Fernandinho，2013-22）
- （Fernando，2014-17）
- （Kevin De Bruyne，2015-25）
- （Nicolás Otamendi，2015-20）
- （Raheem Sterling，2015-22）
- （John Stones，2016-）
- （Phil Foden，2016-）
- （Leroy Sané，2016-20）
- （Oleksandr Zinchenko，2016-22）
- （İlkay Gündoğan，2016-23，24-）
- （Ederson，2017-）
- （Bernardo Sliva，2017-）
- （Kyle Walker，2017-25）
- （Gabriel Jesus，2017-22）
- 班捷文·文迪（Benjamin Mendy，2017-23）
- （Aymeric Laporte，2018-23）
- （Riyad Mahrez，2018-23）
- （Rodri，2019-）
- （João Cancelo，2019-24）

2020年代
- （Rúben Dias，2020-）
- （Nathan Aké，2020-）
- （Jack Grealish，2021-）
- （Erling Haaland，2022-）
- （Manuel Akanji，2022-）
- （Julián Álvarez，2022-24）
- （Mateo Kovačić，2023-）
- （Omar Marmoush，2025-）
- （Rayan Cherki，2025-）

## 外部連結
- 官方网站 （英語）
- 中文官网 （中文）
- 曼彻斯特城足球俱乐部的新浪微博
- 曼城足球俱乐部电竞战队官方微博 （页面存档备份，存于）